# Sloupová kaplička Grodzisko
Sloupová kaplička Grodzisko, polsky Kapliczka słupowa Grodzisko, Boże męka na Grodzisku či Kapliczka Sobieskiego, jsou boží muka (sloupová kaple) u silnice ve svazích kopce Grodzisko ve čtvrti Wilchwy města Wodzislaw Ślaski ve Slezském vojvodství v jižním Polsku. Kaplička se nachází na opačné straně silnice u parkoviště u vyhlídkové věž Barbakan.

## Další informace
Podle tvaru rizalitů a výklenků, lze usuzovat, že stavba je postavena ve stylu neoklasicismu nebo klasicismu asi z první poloviny 19. století a pokud byla přestavěná, tak může být ještě starší. Střecha kaple je pokryta moderní taškou, na jejímž hřebeni je zapuštěn kříž. Uvnitř výklenku se nacházejí obrazy Nejsvětějšího Srdce Pána Ježíše a Svaté rodiny. Kaplička se nachází u staré obchodní cesty z Ratiboře do Krakova. Na kapličce je také umístěna deska s popisem díla v polštině.

## Galerie

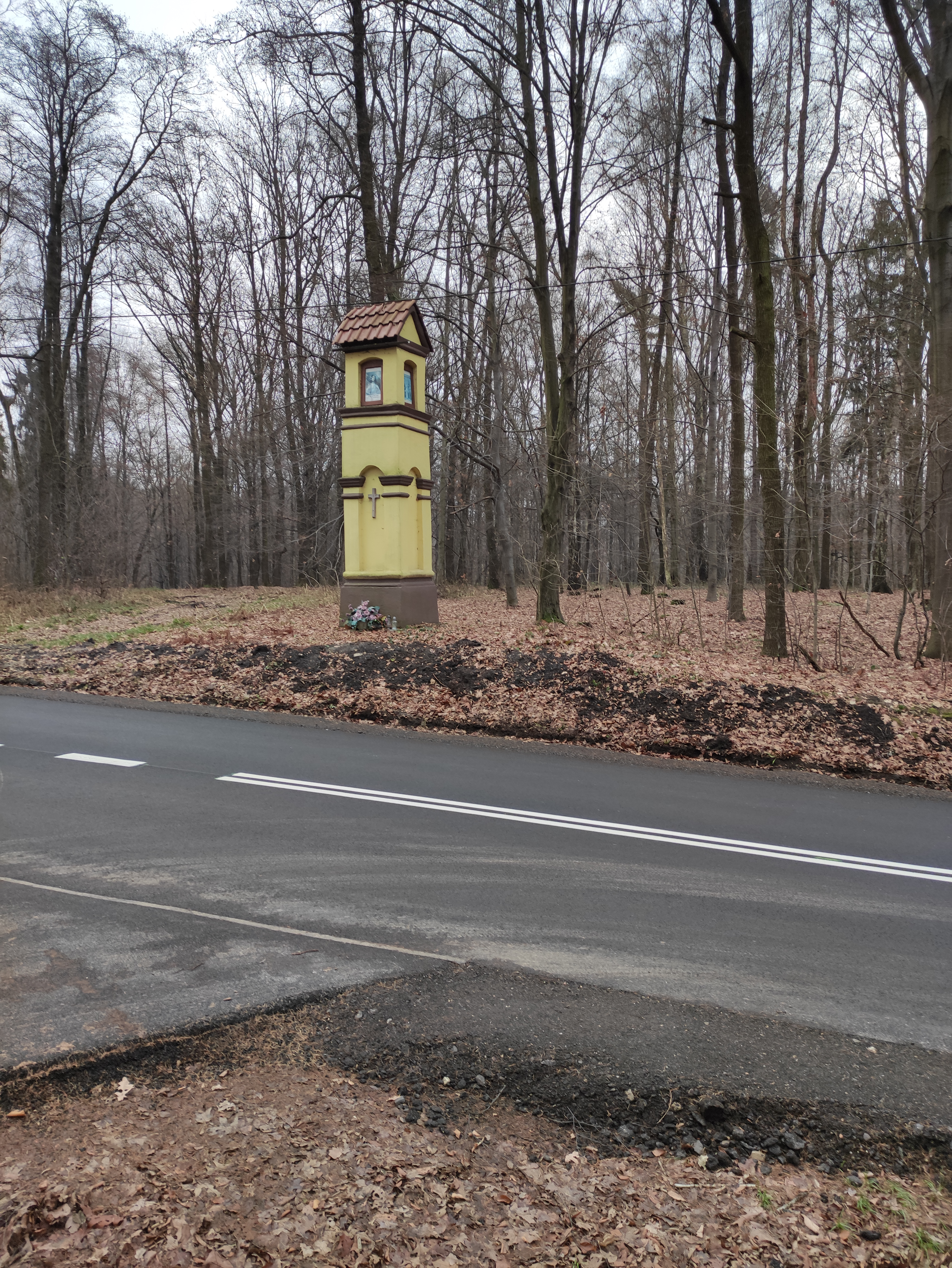
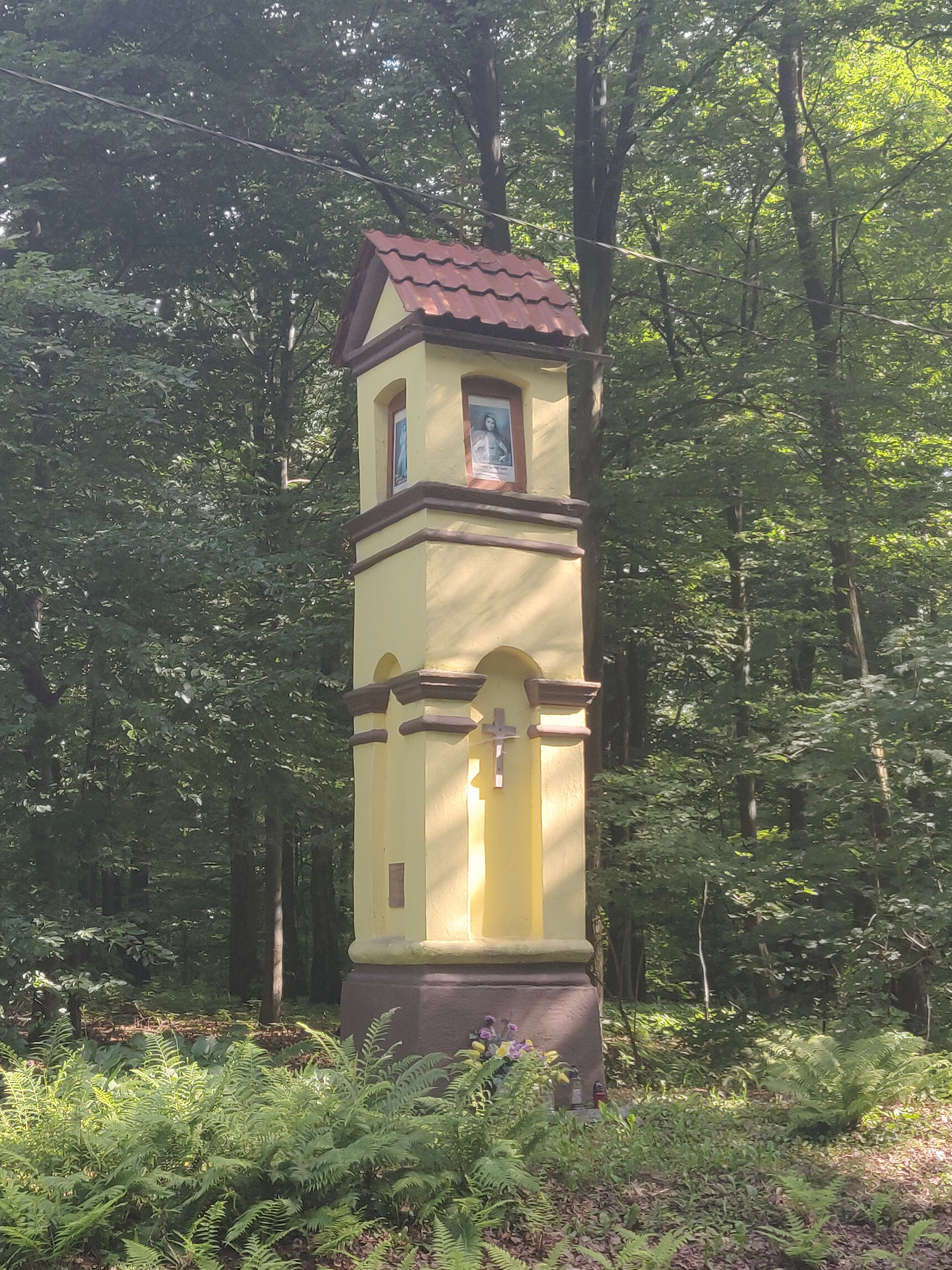
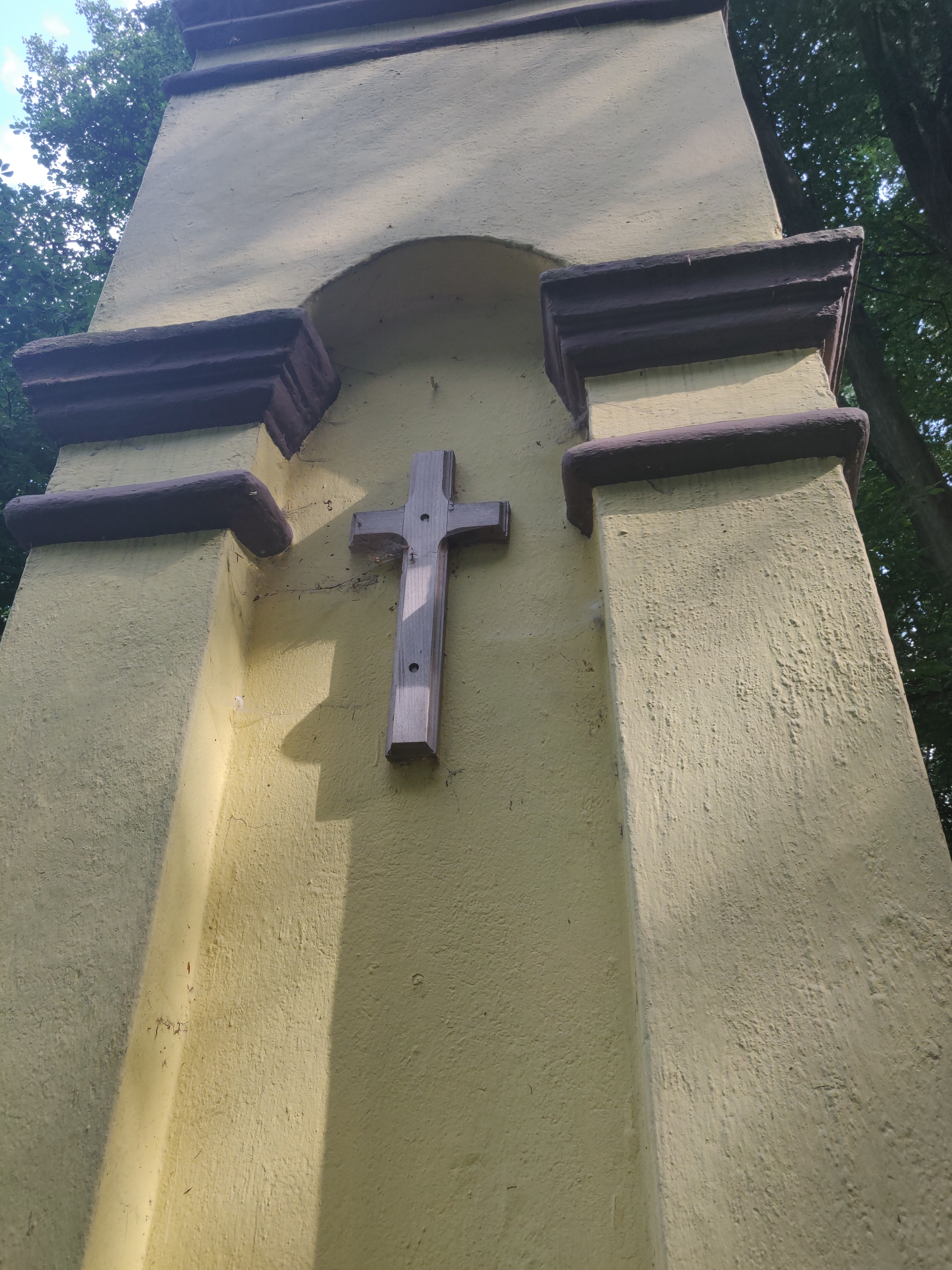
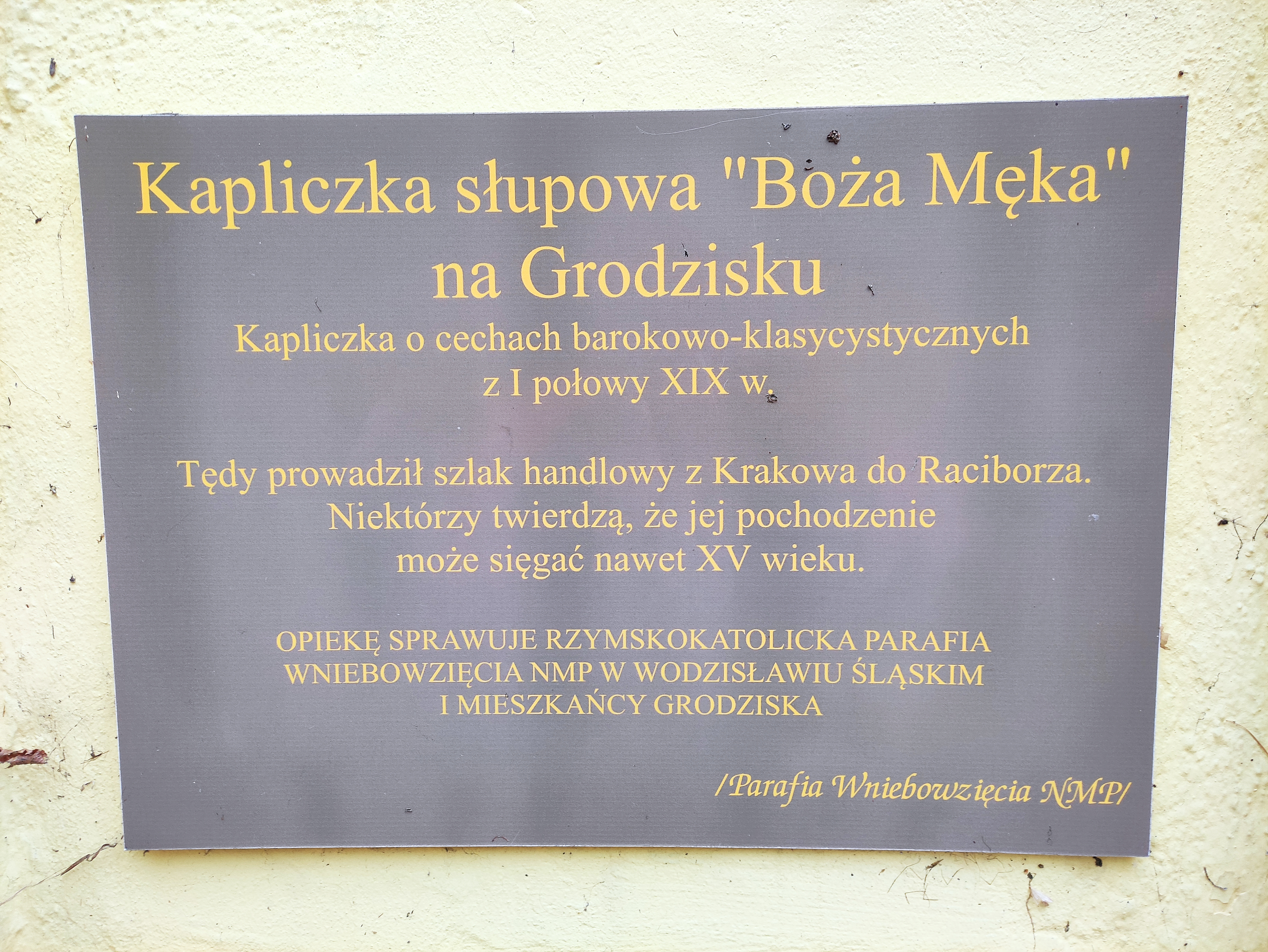